# 귀덕1리항
귀덕1리항은 제주특별자치도 제주시 한림읍 귀덕1리에 위치한 어항이다. 1999년 12월 30일 지방어항으로 지정되었다. 관리청은 제주특별자치도, 시설관리자는 제주시장이다.

## 어항 구역
- 수역: 작은여 남측 A지점(N: 33°26′24.5″, E:126°17′34″)에서 시작하여 b,c,d,e를 순차적으로 연결한 선내의 수역
- 어항구역면적 : 99,000m2,  항내수면적: 38,000m2

## 어항 시설
- 방파제 370m, 물양장 228m, 선착장 291m, 호안 300m